# Ms Focus: Multiple Sclerosis Foundation
 (décembre 2017).
MS Focus: Multiple Sclerosis Foundation est un organisme sans but lucratif 501(c)(3) qui aide les personnes atteintes de sclérose en plaques (SEP) et leurs familles. La fondation est créée en 1986 et son siège social est situé à Fort Lauderdale, en Floride.
Les ressources de MS Focus aident les personnes atteintes de SEP, leurs familles et leurs soignants, les groupes de soutien régionaux et les professionnels de la santé. L'accès aux programmes et aux services est disponible sur leur site Web ou auprès d'un service d'assistance téléphonique composé de travailleurs sociaux et de pairs-conseillers. Tous les services de MS Focus, ainsi que l'information, la documentation et les abonnements aux publications sont fournis gratuitement. Le groupe ne vend pas d'adhésions et n'exige pas des individus ou des groupes de soutien de participer aux activités de collecte de fonds.
La Fondation fournit également des statistiques sur la SEP aux médias.[réf. nécessaire]
MS Focus publie un magazine trimestriel, le MS Focus Magazine  et diffuse une station de radio sur Internet, MS Focus Radio.
Selon le Bureau d'éthique commerciale, la Fondation pour la sclérose en plaques n'a pas divulguée de renseignements sur la reddition de comptes et, par conséquent, le Bureau n'a pas pu déterminer si l'organisme de bienfaisance adhérait à ses Normes de charité.